# Камбан, Гвюдмюндюр
Гвюдмюндюр Камбан (исл. Guðmundur Kamban, при рождении Гвюдмюндюр Йоунссон, Guðmundur Jónsson; 8 июня 1888 года — 5 мая 1945 года) — исландский драматург и прозаик.

## Биография
Гвюдмюндюр Йоунссон родился в Аульфтанесе недалеко от Рейкьявика в семье торговца, принадлежащего к старой и известной исландской семье. В 1910 году окончил латинскую школу в Рейкьявике, где получил почётную степень доктора в области литературы и языка. Ещё учась в школе, он стал помощником редактора одной из самых известных газет Исландии — Ísafold, главой которой был Бьёрн Йоунссон. В 1906 году Экспериментальное общество, основанное Эйнаром Хьёрлейфссоном Квараном, исследовало экстрасенсорные способности Гвюдмюндюра Йоунссона: как ясновидящему, ему удавалось угадывать содержимое закрытых книг, а в качестве медиума он записал произведения, предположительно надиктованные Хансом Кристианом Андерсеном, Йоунасом Хадльгримссоном и Снорри Стурлусоном. Но после тяжёлой болезни медиумические способности Гвюдмюндюра Йоунссона исчезли.
В 1908 году Гвюдмюндюр Йоунссон сменил патроним на фамилию Камбан и выступал за изменение принципов образования исландского имени.
В 1910 году он поступил в Копенгагенский университет, где специализировался в области литературы, и по окончании обучения получил степень магистра.
В 1914 году была опубликована первая пьеса Камбана, «Хадда Падда», которая получила одобрение Георга Брандеса и была поставлена в Королевском театре Дании при участии Камбана в качестве помощника режиссёра. Позже он женился на Агнет Эгеберг, актрисе, игравшей в спектакле, и у них в 1921 году родилась дочь.
В 1915 году Камбан переехал в Нью-Йорк, намереваясь утвердиться в качестве англоязычного писателя, однако успеха не добился и вернулся в Копенгаген в 1917 году. В 1920 году в театре Дагмар с успехом прошли представления спектакля «Мы, убийцы», и Камбан получил должность режиссёра.
Помимо пьес Камбан сочинил несколько живых и остроумных романов на основе исландских саг, в том числе «Скаульхольт» (4 тома, 1930—1935) и «Я вижу великую прекрасную страну» (1936).
Камбан жил в Копенгагене, ставил спектакли, писал романы и снимал кинофильмы. С 1931 по 1933 годы работал режиссёром в Королевском театре. В 1934 году он переехал в Лондон. Не снискав в Великобритании славы, он в 1935 году переехал в Берлин, где жил до 1938 года, после чего вернулся в Копенгаген. Во время немецкой оккупации Дании Камбан получал от немцев финансирование своих исследований, из-за чего стал восприниматься как коллаборационист. 5 мая 1945 года, когда немецкие войска капитулировали, Камбан был убит в копенгагенском ресторане датскими партизанами на глазах жены и дочери. Его тело было возвращено в Исландию, где он был с почестями похоронен в Рейкьявике. К 100-летию со дня рождения Гудмундура Камбана в Национальном театре Исландии была поставлена пьеса «Мрамор» (1918).

## Сочинения
Пьесы
- «Хадда Падда» (1914)
- «Мрамор» (1918)
- «Мы, убийцы» (1920)
- «Арабские палатки» (1921)
- «Посол с Юпитера» (1927)

Проза
- «Рагнар Финнссон» (1922, в русском переводе «Без устоев», 1927)
- «Скаульхольт» (тома 1—4, 1930‒1935)
- «Я вижу великую прекрасную страну» (1936)

Фильмография
- Det sovende hus (1926)
- Hadda Padda (1924)